# پائولین ملویل
پائولین ملویل (انگلیسی: Pauline Melville؛ زادهٔ ۱ ژانویهٔ ۱۹۴۸) بازیگر، رمان‌نویس و نویسنده اهل بریتانیا است. سلمان رشدی درباره ملویل گفته است: «من معتقدم او یکی از معدود نویسندگان واقعاً اصیلی است که در سال‌های اخیر ظهور کرده‌اند.»
از فیلم‌ها یا مجموعه‌های تلویزیونی که وی در آن‌ها نقش داشته‌است، می‌توان به اولیس، دور از اجتماع خشمگین، جمعه خوب طولانی، مونا لیزا، سرزمین سایه‌ها، صخره برایتون و سرود کریسمس بلک‌ادر اشاره نمود.